# Jorma Hynninen
Jorma Kalervo Hynninen (Leppävirta, 3 april 1941) is een Finse bariton die regelmatig optreedt met de grootste operagezelschappen. 
Hynninen studeerde tussen 1966 en 1970 aan de Sibeliusacademie in Helsinki en nam ook les bij Luigi Ricci in Rome en Kurt Overhoff in Salzburg. In 1969 won hij de eerste prijs in de Lappeenranta Solozangwedstrijd en maakte hij zijn debuut bij de Finse Nationale Opera als Silvio in Leoncavallo's Pagliacci. Hij werd permanent lid van dit gezelschap en bleef dat tot 1990.
Hynninen gaf zijn eerste publieke concert in 1970 in Helsinki. In 1971 won hij de eerste prijs in het Scandinavisch Zangconcours in Helsinki en in 1996 won hij de Cannes Classical Award.
Op het operatoneel vertolkte hij bekende rollen zoals Hertog Almaviva in Mozart's Le nozze di Figaro, Tsjaikovski's Jevgeni Onegin, en Pelléas in Debussy's Pelléas et Mélisande, de rol waarmee hij debuteerde bij de Opéra de Paris, en die hij veelvuldig zong bij de Hamburgische Staatsoper.
In 1980 trad Hynninen voor het eerst op in de VS waar hij debuteerde in Carnegie Hall. In 1984 debuteerde hij in de Metropolitan Opera als Rodrigo in Don Carlos. Zijn internationale loopbaan voerde hem vervolgens langs beroemde podia zoals de Weense Staatsopera, de Scala in Milaan en podia in München, Hamburg, Barcelona, Genève en Berlijn.
Tussen 1984 en 1990 was hij artistiek leider van de Finse Nationale Opera. Later werd hij artistiek leider van het Savonlinna Opera Festival in Finland. Sinds 1996 was hij hoofddocent aan de Sibeliusacademie in Helsinki. Daarnaast was hij tussen 1980 en 1991 artistiek directeur van het Joensuu Zangfestival.
Hynninens discografie omvat meer dan honderd titels.

## Selecte discografie
- Brahms: Ein deutsches Requiem, met Klaus Tennstedt (EMI)
- Dallapiccola: Il prigioniero, met Esa-Pekka Salonen en het Zweeds Radio Symphonie Orkest (Sony)
- Mozart: Le nozze di Figaro, met Riccardo Muti (EMI)
- Beethoven / Mozart / Wagner / Mussorgsky: Opera Scenes (Naxos)
- Contemporary Finnish Music (Naxos)
- Finnish Vocal Music (Naxos)
- Nummi: 5 Song Cycles BIS-(Naxos)
- Sallinen: Chamber Music (Naxos)
- Schubert: Winterreise, Op. 89, (Naxos)
- Sibelius: The Essential (Naxos)
- Sibelius: Kullervo, Op. 7 (Naxos)
- Sibelius: The Maiden in the Tower en Karelia Suite (Naxos)
- Sibelius: Orchestral Songs (Naxos)
- Sibelius: Kullervo, Op. 7, gedirigeerd door Paavo Berglund in Helsinki (EMI)
- Sibelius: Sibelius Edition, Vol. 3 (Naxos)
- Rautavaara: Vincent, met Fuat Mansurov en het Fins Nationaal Opera Orkest en Koor (Ondine)
- Sallinen: Kullervo, met Ulf Söderblom en het Finnish Nationaal Opera Orkest en Koor (Ondine)
- Sallinen: The Red Line, met Okko Kamu en het Fins Nationaal Opera Orkest en Koor
- Sibelius: Kullervo, met Esa-Pekka Salonen en het Los Angeles Philharmonic Orchestra (Sony)